# 사랑의 승부
"사랑의 승부"는 한국에서 제작된 최훈 감독의 1962년 영화이다. 김석훈 등이 주연으로 출연하였고 이성근 등이 제작에 참여하였다.

## 출연

### 주연
- 김석훈
- 엄앵란
- 주선태
- 고선애

## 기타
- 조명: 이영수
- 미술: 조경환